# میدلارن
میدلارن (به هلندی: Midlaren) یک منطقهٔ مسکونی در هلند است که در تینارلو واقع شده‌است. میدلارن ۴۳۰ نفر جمعیت دارد.